# Izidoro Kosinski
Izidoro Kosinski CM (ur. 1 kwietnia 1932 w Tomaz Coelho, zm. 15 września 2017 w Kurytybie) – brazylijski duchowny katolicki pochodzenia polskiego, biskup diecezjalny Três Lagoas 1981-2009.

## Życiorys
Święcenia kapłańskie otrzymał 21 grudnia 1957.
8 maja 1981 papież Jan Paweł II mianował go biskupem diecezjalnym Três Lagoas. 24 lipca tego samego roku z rąk nuncjusza apostolskiego w Brazylii – arcybiskupa Carmine Rocco przyjął sakrę biskupią. 7 stycznia 2009 ze względu na wiek na ręce papieża Benedykta XVI złożył rezygnację z zajmowanej funkcji.
Zmarł 15 września 2017.